# Mysz i potwór
Mysz i potwór (ang. The Mouse and the Monster, 1995) – amerykański serial animowany. Polską wersję serialu wykonano w studiu Master Film.
W 2001 roku, po przejęciu przez The Walt Disney Company Fox Kids Worldwide, w tym Saban Entertainment, prawa do serialu przeszły na Disneya.

## Fabuła
Serial opowiada historię dwóch przyjaciół tak różnych ale bardzo podobnych. Mimo iż są na pierwszy rzut oka bardzo odmienni łączy ich wiele.
Podczas swojego ostatniego koncertu genialny pianista Flatnoteski doznał zawału serca i zmarł. Wśród gości w pierwszym rzędzie byli dr Wackerstein i jego żona oraz asystentka Olga. Dr Wackerstein natychmiast przejął mózg Flatnoteskiego, aby Doktor mógł stworzyć ciało, w którym mógłby umieścić wspomniany mózg i pozwolić geniuszowi Flatnoteskiego żyć dalej.
Do tego przeszczepu mózgu dr Wackerstein stworzył Mo, cykloptycznego golema, który miał przelotne podobieństwo do potwora Frankensteina. Jednak nawet bez mózgu Mo miał własny umysł i osobowość i nie chciał, by jego własne, nowo stworzone życie zrobiło miejsce dla mózgu, który nie był jego. Mieszkaniec zamku Wackersteina, mysz o imieniu Chesbro, zaprzyjaźnił się z Mo i pomógł mu uciec. Razem uciekają przed szalonym naukowcem.

## Spis odcinków
Oto lista niektórych odcinków tego serialu:
- 1. "Bad Plumbing"
- 2. "I married the Monster"
- 3. "Sleep Tight"
- 4. "Heartless Mo"
- 5. "Skits and End Credits"